# Губернаторство Буковина
Губерна́торство Букови́на (рум. Guvernământul Bucovinei) — адміністративно-територіальна одиниця, утворена владою Румунського королівства на території окупованої нею Чернівецької області Української РСР під час Другої світової війни. Адміністративний центр — Чернівці. Буковинське губернаторство виникло в липні 1941 року, а ліквідовано де-факто радянськими військами у березні—квітні 1944 року в ході наступальної Проскурівсько-Чернівецької операції.

## Історія
Після захоплення влітку 1941 року румунськими військами Бессарабії і Північної Буковини їх не було відразу поновлено в статусі провінцій румунської держави, тому вони функціонували як сусідні регіони на чолі з призначеними румунською владою губернаторами. 22 липня 1941 підполковник Александру Ріошану, якому маршал Антонеску довірив керівництво Буковиною, підписав наказ про адміністративну організацію територій Буковини. Таким чином, Ріошану став першим губернатором у губернаторстві Буковина. Коли 30 серпня 1941 після невдалої операції він помер, губернаторство очолив генерал Корнеліу Калотеску, один з організаторів масових депортацій у 1941 і 1942 роках. У 1943-1944 роках губернатором був генерал Корнеліу Драгаліна.

## Адміністративно-територіальний поділ
До складу губернаторства Буковина ввійшло 5 повітів Буковини, які існували до 1938 року (Кимполунг, Сучава, Радівці, Сторожинець і Чернівці), а також Хотинський повіт, що в Північній Бессарабії, а в жовтні 1941 включено і Дорохойський повіт:
- Дорохойський повіт (рум. Județul Dorohoi)
- Сучавський повіт (рум. Județul Suceava)
- Кимполунгський повіт (рум. Județul Câmpulung)
- Радівецький повіт (рум. Județul Rădăuți)
- Сторожинецький повіт (рум. Județul Storojineț)
- Чернівецький повіт (рум. Județul Cernăuți)
- Хотинський повіт (рум. Județul Hotin)